# 広島県道236号小奴可停車場線
広島県道236号小奴可停車場線（ひろしまけんどう236ごう おぬかていしゃじょうせん）は、広島県庄原市を通る一般県道である。

## 概要
庄原市東城町小奴可のJR西日本芸備線 小奴可駅から国道314号交点に至る。

### 路線データ
- 起点：庄原市東城町小奴可（JR西日本芸備線 小奴可駅前、広島県道448号下千鳥小奴可停車場線終点）
- 終点：庄原市東城町小奴可（国道314号交点、広島県道448号下千鳥小奴可停車場線上）
- 総延長：186 m

## 路線状況

### 重複区間
- 広島県道448号下千鳥小奴可停車場線（庄原市東城町小奴可（全線））

## 地理

### 通過する自治体
- 庄原市

### 交差する道路
| 交差する道路                                             | 交差する場所 | 交差する場所 |
| -------------------------------------------------------- | ------------ | ------------ |
| 広島県道448号下千鳥小奴可停車場線 重複区間起点           | 東城町小奴可 | 起点         |
| 国道314号 広島県道448号下千鳥小奴可停車場線 重複区間終点 | 東城町小奴可 | 終点         |

### 沿線
- JR西日本芸備線 小奴可駅